# Гидроксоний
Гидроксо́ний (оксоний, гидроний) {\displaystyle {\ce {H3O^+}}} — комплексный ион, соединение протона с молекулой воды.
Водородные ионы в водных и спиртовых растворах кислот существуют в виде гидратированных или сольватированных ионов гидроксония. Для измерения концентрации водородных ионов используется водородный электрод. Ион гидроксония был обнаружен также в газовой фазе. Этот катион часто используется для представления природы протонов в водном растворе. Также существуют такие катионы, как {\displaystyle {\ce {H5O2^+}}}, {\displaystyle {\ce {H7O3^+}}}, {\displaystyle {\ce {H9O4^+}}}.
Стандартная энтропия иона гидроксония составляет 192,25 Дж/(моль·K).
Вода диссоциирует с образованием гидроксония {\displaystyle {\ce {H3O^+}}} и гидроксид-иона {\displaystyle {\ce {OH^-}}}.
Чистая вода (дистиллированная) имеет примерно одну пару (один ион {\displaystyle {\ce {H3O^+}}} и один ион {\displaystyle {\ce {OH^-}}}) на {\displaystyle 5,5\cdot 10^{8}} молекул воды.